# Hungarian Grand Prix
L'Hungarian Grand Prix, precedentemente noto anche come Budapest Grand Prix e prima ancora come Budapest Open, è stato un torneo femminile di tennis che si giocava a Budapest in Ungheria. Fin dal 1996 questo torneo si giocava sulla terra rossa ed ha fatto parte della categoria International dal 2009 al 2013. Interrotto nel 2014, dal 2021 il torneo è stato giocato sempre su campi in terra rossa, nella categoria WTA 250. Il torneo è stato cancellato nel 2025, sostituito dallo Iași Open.

## Albo d'oro

### Singolare
| Anno      | Categoria     | Campionessa            | Finalista               | Punteggio        |
| --------- | ------------- | ---------------------- | ----------------------- | ---------------- |
| 1996      | Tier IV       | Ruxandra Dragomir      | Melanie Schnell         | 7–6(6), 6–1      |
| 1997      | Tier IV       | Amanda Coetzer         | Sabine Appelmans        | 6–1, 6–3         |
| 1998      | Tier IV       | Virginia Ruano Pascual | Silvia Farina Elia      | 6–4, 4–6, 6–3    |
| 1999      | Tier IV       | Sarah Pitkowski-Malcor | Cristina Torrens Valero | 6–2, 6–2         |
| 2000      | Tier IV       | Tathiana Garbin        | Kristie Boogert         | 6–2, 7–6(4)      |
| 2001      | Tier V        | Magdalena Maleeva      | Anne Kremer             | 3–6, 6–2, 6–4    |
| 2002      | Tier V        | Martina Müller         | Myriam Casanova         | 6–2, 3–6, 6–4    |
| 2003      | Tier V        | Magüi Serna            | Alicia Molik            | 3–6, 7–5, 6–4    |
| 2004      | Tier V        | Jelena Janković        | Martina Suchá           | 7–6(4), 6–3      |
| 2005      | Tier IV       | Anna Smashnova (1)     | Catalina Castaño        | 6–2, 6–2         |
| 2006      | Tier IV       | Anna Smashnova (2)     | Lourdes Domínguez Lino  | 6–1, 6–3         |
| 2007      | Tier III      | Gisela Dulko           | Sorana Cîrstea          | 6(2)–7, 6–2, 6–2 |
| 2008      | Tier III      | Alizé Cornet           | Andreja Klepač          | 7–6(5), 6–3      |
| 2009      | International | Ágnes Szávay (1)       | Patty Schnyder          | 2–6, 6–4, 6–2    |
| 2010      | International | Ágnes Szávay (2)       | Patty Schnyder          | 6–2, 6–4         |
| 2011      | International | Roberta Vinci          | Irina-Camelia Begu      | 6–4, 1–6, 6–4    |
| 2012      | International | Sara Errani            | Elena Vesnina           | 7–5, 6–4         |
| 2013      | International | Simona Halep           | Yvonne Meusburger       | 6–3, 6(7)–7, 6–1 |
| 2014–2020 | Non disputato | Non disputato          | Non disputato           | Non disputato    |
| 2021      | WTA 250       | Julija Putinceva       | Anhelina Kalinina       | 6–4, 6–0         |
| 2022      | WTA 250       | Bernarda Pera          | Aleksandra Krunić       | 6–3, 6–3         |
| 2023      | WTA 250       | Marija Timofeeva       | Kateryna Baindl         | 6–3, 3–6, 6–0    |
| 2024      | WTA 250       | Diana Šnajder          | Aljaksandra Sasnovič    | 6–4, 6–4         |

### Doppio
| Anno      | Categoria     | Campionesse                               | Finaliste                                     | Punteggio           |
| --------- | ------------- | ----------------------------------------- | --------------------------------------------- | ------------------- |
| 1996      | Tier IV       | Katrina Adams Debbie Graham               | Radka Bobková Eva Melicharová                 | 6–3, 7–6(3)         |
| 1997      | Tier IV       | Amanda Coetzer Alexandra Fusai            | Eva Martincová Elena Wagner                   | 6–3, 6–1            |
| 1998      | Tier IV       | Virginia Ruano Pascual Paola Suárez       | Cătălina Cristea Laura Montalvo               | 4–6, 6–1, 6–1       |
| 1999      | Tier IV       | Evgenija Kulikovskaja Sandra Načuk        | Laura Montalvo Virginia Ruano Pascual         | 6–3, 6–4            |
| 2000      | Tier IV       | Ljubomira Bačeva Cristina Torrens Valero  | Jelena Kostanić Tošić Sandra Načuk            | 6–0, 6–2            |
| 2001      | Tier V        | Janette Husárová (1) Tathiana Garbin (1)  | Zsófia Gubacsi Dragana Zarić                  | 6–1, 6–3            |
| 2002      | Tier V        | Émilie Loit (1) Catherine Barclay-Reitz   | Elena Bovina Zsófia Gubacsi                   | 4–6, 6–3, 6–3       |
| 2003      | Tier V        | Petra Mandula (1) Olena Tatarkova         | Conchita Martínez Granados Tetjana Perebyjnis | 6–3, 6–1            |
| 2004      | Tier V        | Petra Mandula (2) Barbara Schett          | Ágnes Szávay Virag Nemeth                     | 6–3, 6–2            |
| 2005      | Tier IV       | Émilie Loit (2) Katarina Srebotnik        | Lourdes Domínguez Lino Marta Marrero          | 6–1, 3–6, 6–2       |
| 2006      | Tier IV       | Janette Husárová (2) Michaëlla Krajicek   | Lucie Hradecká Renata Voráčová                | 4–6, 6–4, 6–4       |
| 2007      | Tier III      | Ágnes Szávay Vladimíra Uhlířová           | Martina Müller Gabriela Navrátilová           | 7–5, 6–2            |
| 2008      | Tier III      | Alizé Cornet Janette Husárová (3)         | Vanessa Henke Ioana Raluca Olaru              | 6(5)–7, 6–1, [10–6] |
| 2009      | International | Alisa Klejbanova Monica Niculescu         | Al'ona Bondarenko Kateryna Bondarenko         | 6–4, 7–6(5)         |
| 2010      | International | Timea Bacsinszky Tathiana Garbin (2)      | Sorana Cîrstea Anabel Medina Garrigues        | 6–3, 6–3            |
| 2011      | International | Anabel Medina Garrigues Alicja Rosolska   | Natalie Grandin Vladimíra Uhlířová            | 6–2, 6–2            |
| 2012      | International | Janette Husárová (4) Magdaléna Rybáriková | Eva Birnerová Michaëlla Krajicek              | 6–4, 6–2            |
| 2013      | International | Andrea Hlaváčková Lucie Hradecká          | Nina Bratčikova Anna Tatišvili                | 6–4, 6–1            |
| 2014–2020 | Non disputato | Non disputato                             | Non disputato                                 | Non disputato       |
| 2021      | WTA 250       | Mihaela Buzărnescu Fanny Stollár (1)      | Aliona Bolsova Tamara Korpatsch               | 6–4, 6–4            |
| 2022      | WTA 250       | Ekaterine Gorgodze Oksana Kalašnikova     | Katarzyna Piter Kimberley Zimmermann          | 1–6, 6–4, [10–6]    |
| 2023      | WTA 250       | Katarzyna Piter (1) Fanny Stollár (2)     | Jessie Aney Anna Sisková                      | 6–2, 4–6, [10–4]    |
| 2024      | WTA 250       | Katarzyna Piter (2) Fanny Stollár (3)     | Anna Danilina Irina Chromačëva                | 6–3, 3–6, [10–3]    |